# ルーク・チェンバース
ルーク・チェンバース（Luke Chambers、1985年9月28日 - ）は、イングランド・ケタリング出身の元プロサッカー選手。現役時代のポジションはDF。
アイルランド系イギリス人である。

## 経歴

### ノーサンプトン
出身地にほど近いノーサンプトン・タウンFCでプロデビュー。コリン・カルダーウッド監督時代にはキャプテンを務めた。

### ノッティンガム
2007年1月30日、カルダーウッドを追ってノッティンガム・フォレストFCに移籍。
加入初年度は交代要員としてベンチを温めることが多かったが、翌2007–08シーズンにレギュラーを獲得。リーグ1準優勝とチャンピオンシップ昇格に大きく貢献した。
2010–11シーズンのチャンピオンシップではウェズ・モーガンとともに最終ラインを支え、シーズン終了後にはサポーター投票でチームのベストプレーヤーに選ばれた。
2011-12シーズン開幕後の2011年8月5日、スティーブ・マクラーレン監督から新キャプテンに任命された。シーズン途中にスティーヴ・コッテリル監督に交代してからも、新監督の下でキャプテンを務めた。2012年6月30日、契約満了によりノッティンガムを退団。

### イプスウィッチ
2012年7月9日、イプスウィッチ・タウンFCにフリーで加入。正キャプテンのカルロス・エドワーズが負傷離脱した際には代理でキャプテンを務めた。2014年夏、エドワーズが退団したことで正キャプテンに任命された。

### コルチェスター
2021年6月20日、コルチェスター・ユナイテッドFCに2年契約で加入した。
2023年8月3日、現役引退を表明した。

## 所属クラブ
ユース
- ノーサンプトン・タウンFC 2001-2003

プロ
- ノーサンプトン・タウンFC 2003-2007
- ノッティンガム・フォレストFC 2007-2012
- イプスウィッチ・タウンFC 2012-2021
- コルチェスター・ユナイテッドFC 2021-2023